# Терскол
Терско́л (карач.-балк. Терс къол — «неправильное, кривое ущелье») — село в Эльбрусском районе Кабардино-Балкарии. Входит в состав муниципального образования «Сельское поселение Эльбрус».

## Географическое положение
Село расположено в юго-западной части Эльбрусского района, в 37 км к юго-западу от районного центра Тырныауз и в 10 км к юго-востоку от подножия горы Эльбрус.
Село находится в высокогорной части республики. Средние высоты на территории села составляют 2144 метра над уровнем моря. Перепады высот на территории села один из самых больших в республике и колеблются в пределах 300 метров.
Гидрографическая сеть представлена многочисленными ручьями, стекающими с хребтов и гор в долины и урочища. На территории села берёт начало река Баксан и Баксанское ущелье. Большие перепады высот обусловили возникновения многочисленных водопадов, наиболее крупными из которых являются водопады — Терскол, Девичьи Косы и т. д. Из озёр наиболее посещаемыми являются озёра — Самоцвет, Азау, Донгуз-Орункель и т. д.
Климат горный умеренный. Средние температуры колеблются от +11,5 °C в августе, до −6,5 °C в январе. Среднегодовое количество осадков составляет около 900 мм. Снег в долине лежит в период с октября по май. Особо опасен дующий весной с гор в долины горячий сухой ветер — фён, чья скорость может достигать 25—30 м/с.

## История
До депортации балкарцев в марте 1944 года на месте села существовал родовой аул — хутор Кочкаровский.
После депортации на месте хутора был основан посёлок, предназначенный для обслуживания людей, приезжающих отдыхать в Приэльбрусье.
В 1957 году Верховным Советом СССР балкарцы были реабилитированы и им было разрешено вернуться на свои прежние места проживания.
До 1995 года село входило в состав Тырныаузского городского Совета. Затем передано в состав вновь образованного Эльбрусского района, как населённый пункт в составе сельского поселения Эльбрус.
Ныне в селе проживает в основном персонал, обслуживающий рекреационный район Приэльбрусья.
Терскол является одним из главных горнолыжных курортов России. В центре посёлка находится контрольно-спасательная служба и лавино-оповещательный центр.
Рядом с селом находится специализированный горный полигон Вооруженных Сил России.
Рядом с селом Международная Обсерватория Пик Терскол.

## Население
| 2002 | 2010  | 2021  |
| ---- | ----- | ----- |
| 1181 | ↘1138 | ↗1327 |

Национальный состав
По данным Всероссийской переписи населения 2010 года:
| Народ      | Численность, чел. | Доля от всего населения, % |
| ---------- | ----------------- | -------------------------- |
| балкарцы   | 862               | 75,7 %                     |
| русские    | 134               | 11,8 %                     |
| кабардинцы | 89                | 7,8 %                      |
| другие     | 53                | 4,7 %                      |
| всего      | 1138              | 100 %                      |

По данным Всероссийской переписи населения 2021 года:
| Народ               | Численность, чел. | Доля от всего населения, % |
| ------------------- | ----------------- | -------------------------- |
| балкарцы            | 951               | 71,66 %                    |
| русские             | 205               | 15,45 %                    |
| кабардинцы          | 117               | 8,82 %                     |
| другие / не указано | 54                | 4,07 %                     |
| всего               | 1 327             | 100,0 %                    |

## Образование
- Средняя школа № 1 — ул. Заречная, 4.
- Детская горнолыжная школа

## Экономика
Вся экономика села связана с туризмом. В селе расположены несколько турбаз, гостиниц, пансионатов, альплагерей, а также катков, канатных дорог.
Основные объекты инфраструктуры:
- Зона трассового катания «Азау»
- Зона трассового катания «Чегет»
- Зона внетрассового катания «Доллар»
- Обсерватория «Терскол»
- Эльбрусская учебно-научная база имени профессора Г. К. Тушинского МГУ[7]
- ФФГУ МО РФ «Управление по активному отдыху» «Центр активного отдыха» «Терскол» — бывшая Центральная военная туристическая база (ЦВТБ) МО РФ.[8]

## Транспорт
Регулярные автобусные рейсы выполняются из Нальчика и Баксана.
Ряд туристических компаний осуществляет чартерные автобусные рейсы «Москва—Терскол—Москва». Автобусные туристические и экскурсионные рейсы организуются также из Пятигорска (155 км) и других городов Кавминвод.

## Памятники
- Памятник репортерам и корреспондентам, погибшим на Кавказе[9].
- Памятник, мемориал и воинское захоронение — тем, кто погиб в сентябре 1942 в бою с горнострелковой дивизией Эдельвейс на склонах Эльбруса во время Великой Отечественной войны. Он поставлен на пригорке в ста метрах ниже автостанции. 9 мая 2012 года здесь торжественно захоронили останки 12 советских солдат, найденные группой поисковиков в августе 2011 года на высоте 4000 метров в районе Гара-Баши (склон Эльбруса). 9 мая 2013 года — останки ещё четырёх советских воинов[10].

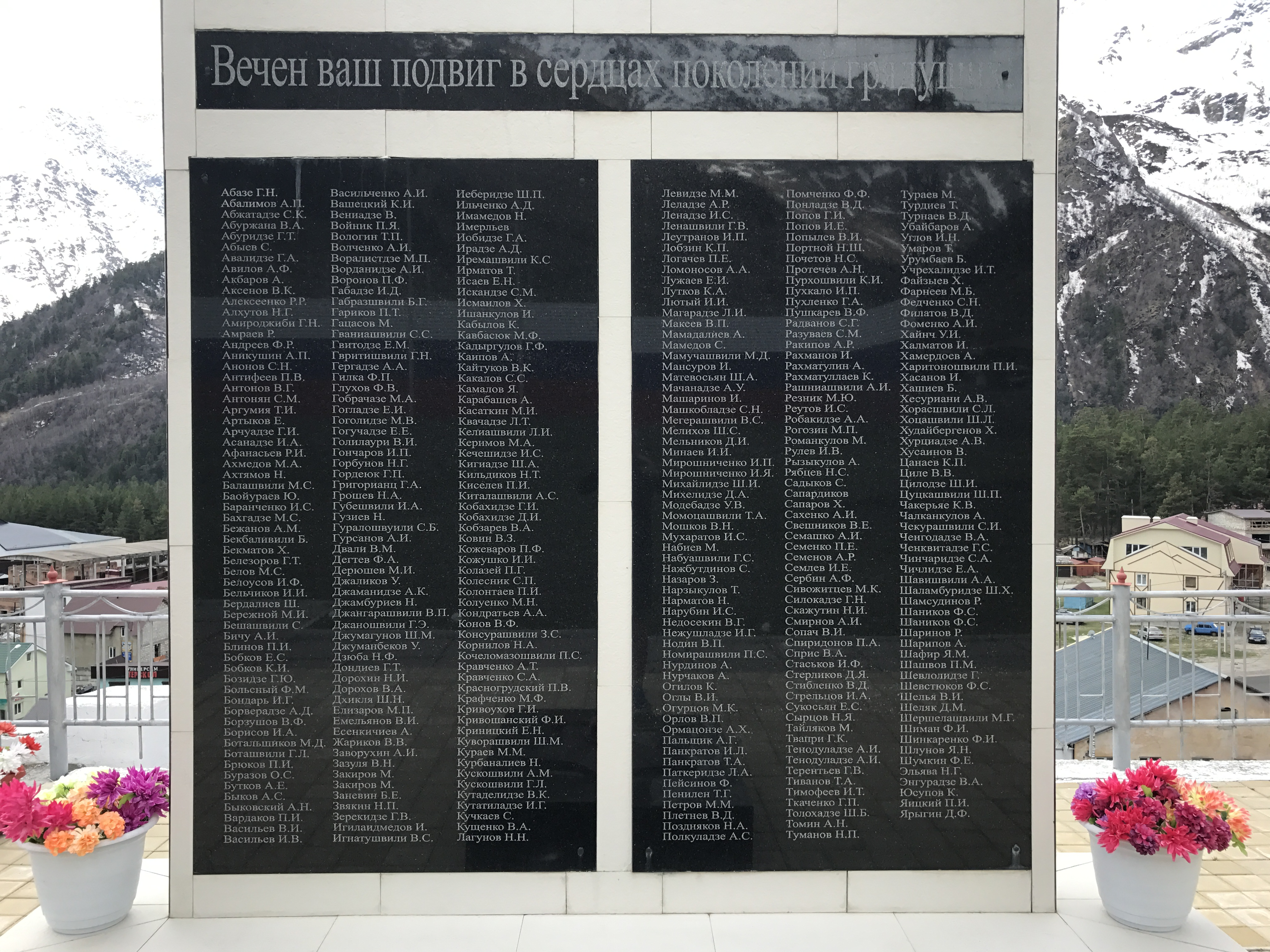
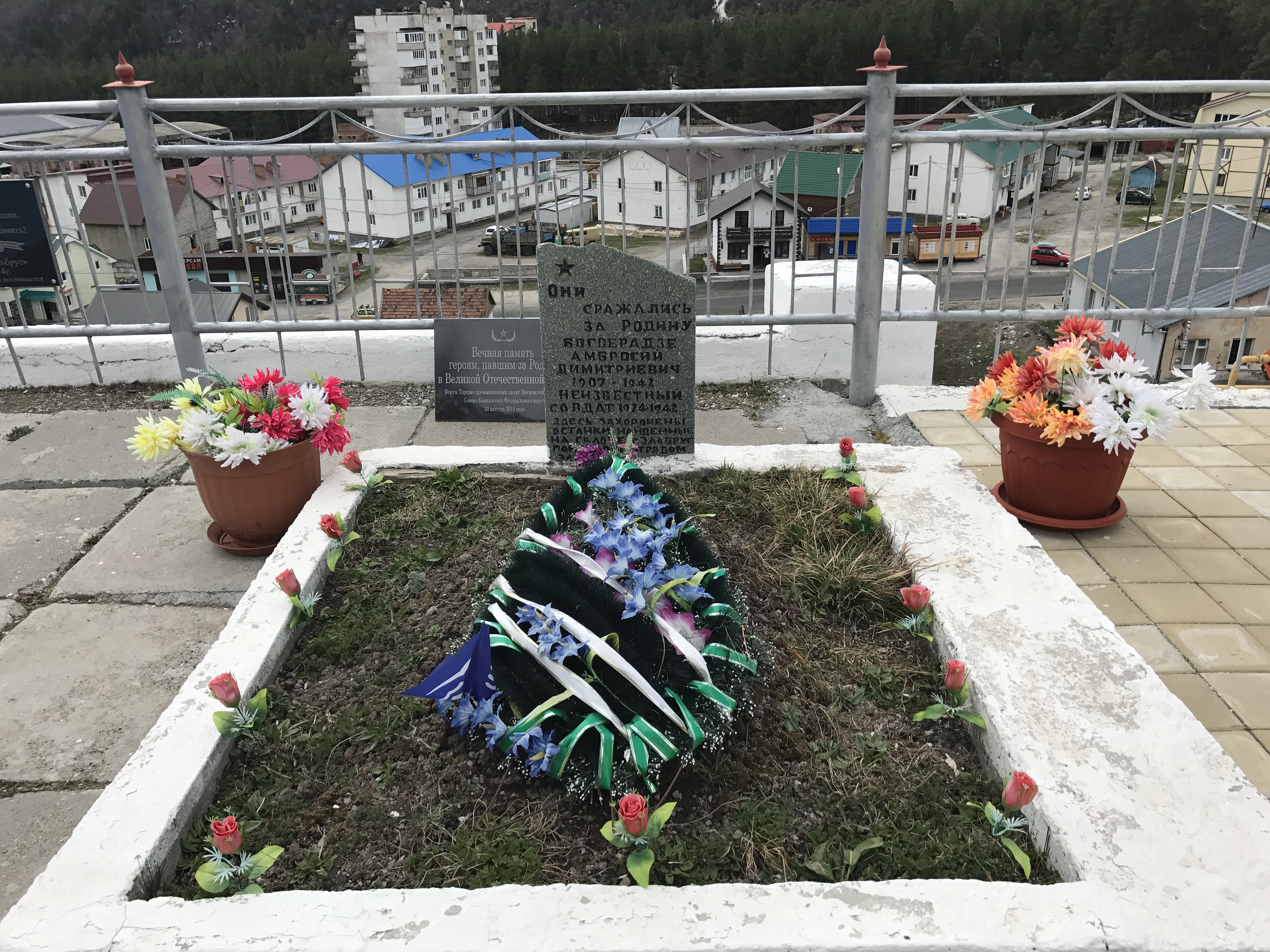
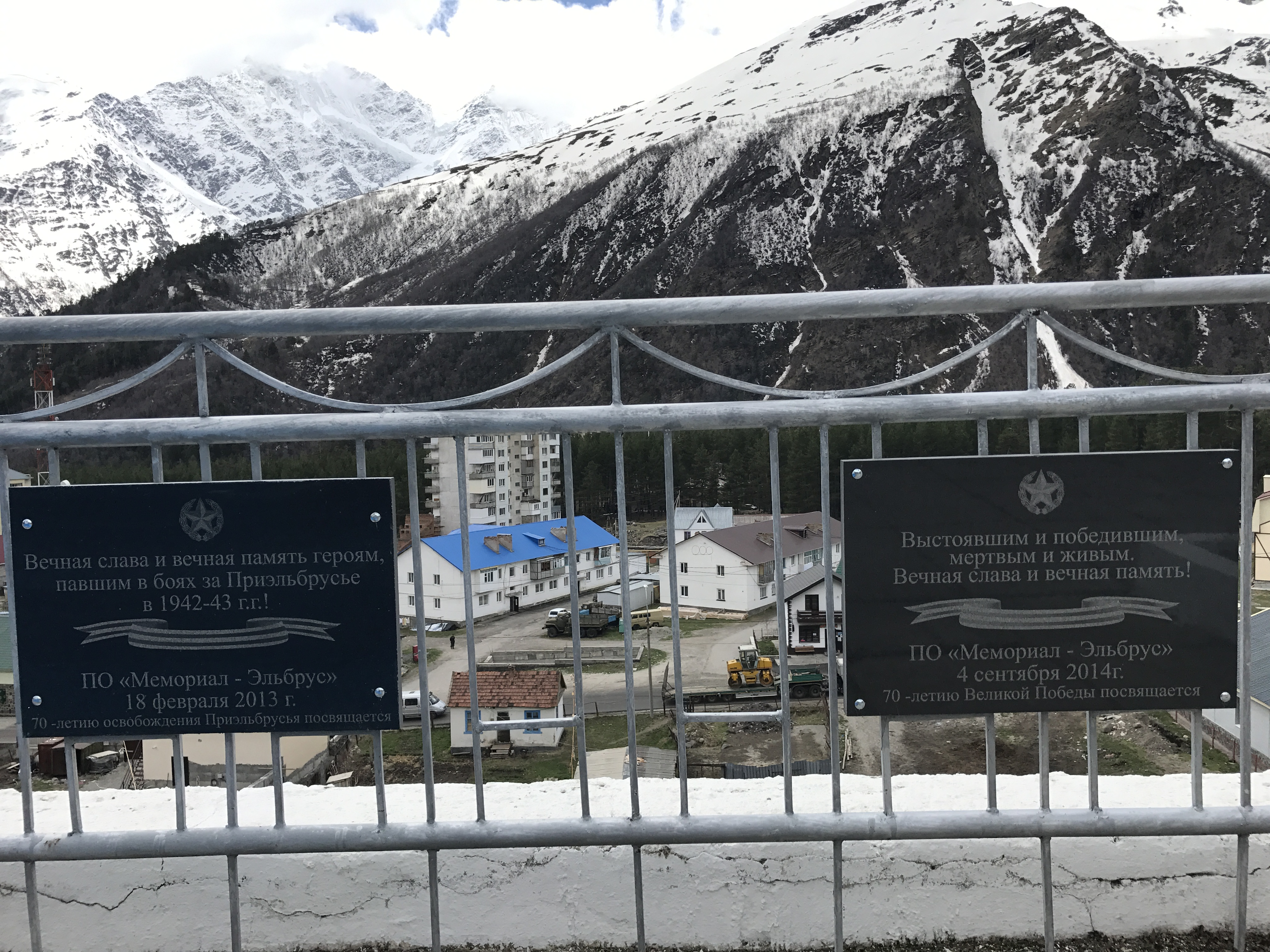
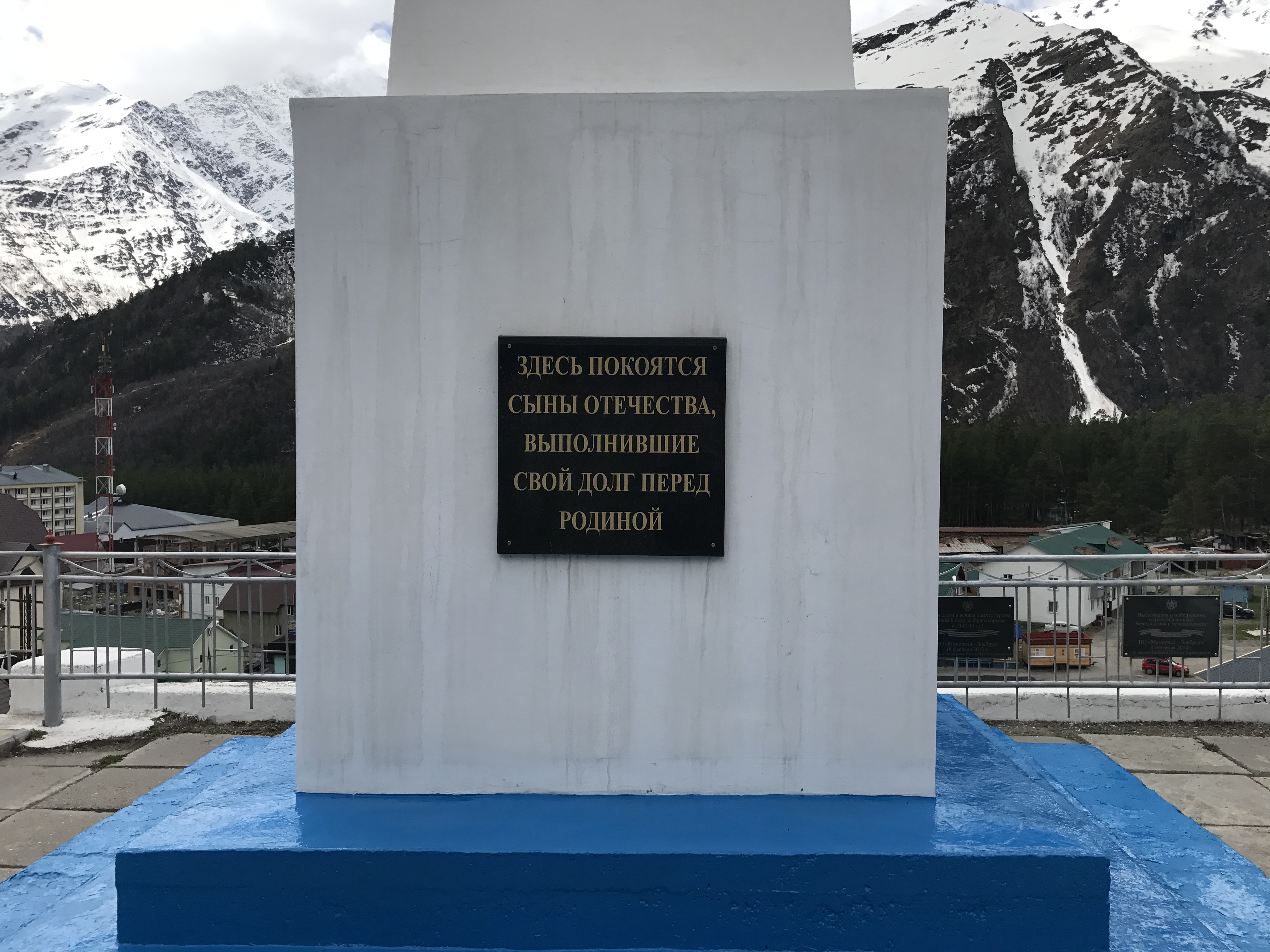
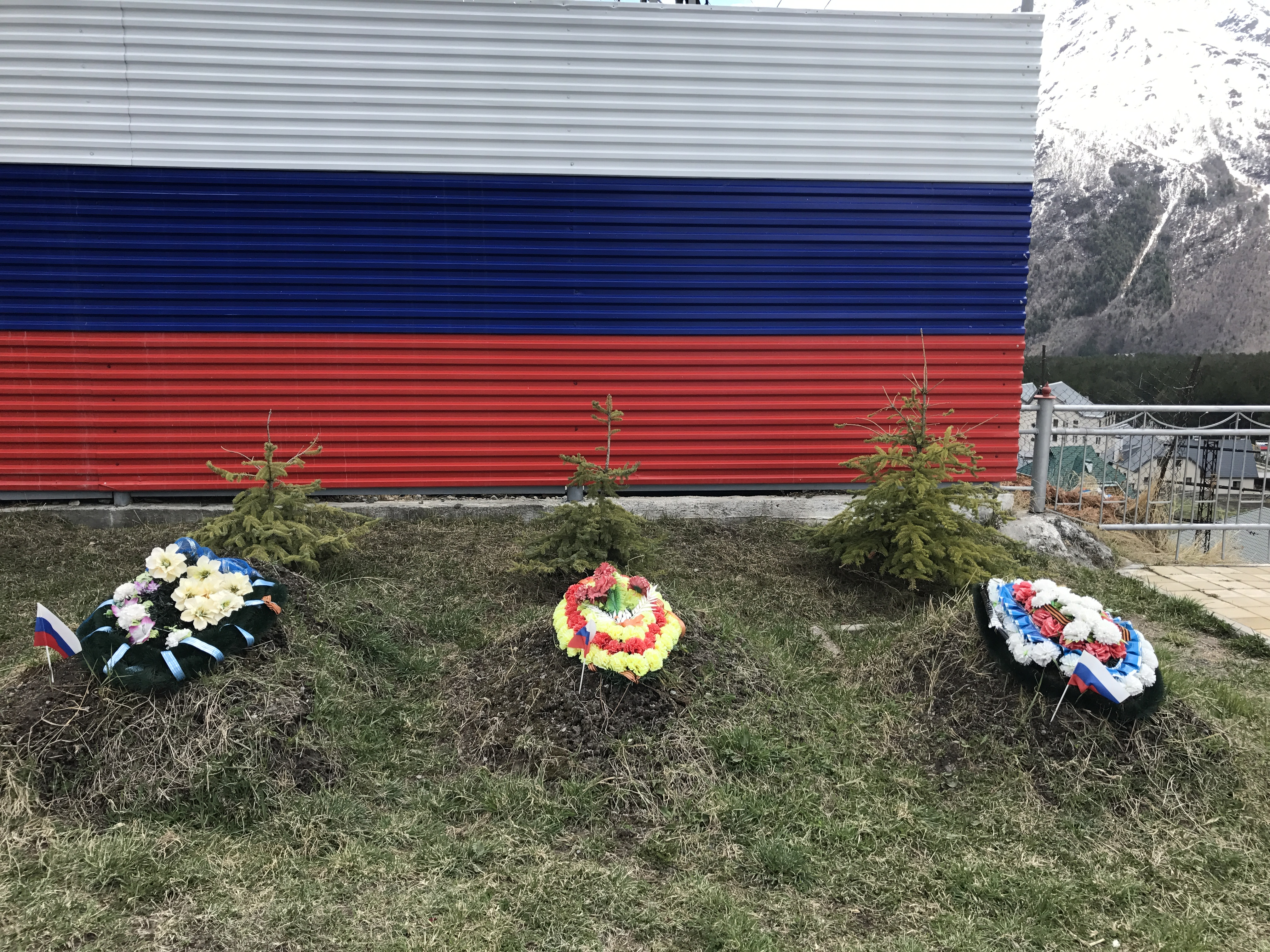
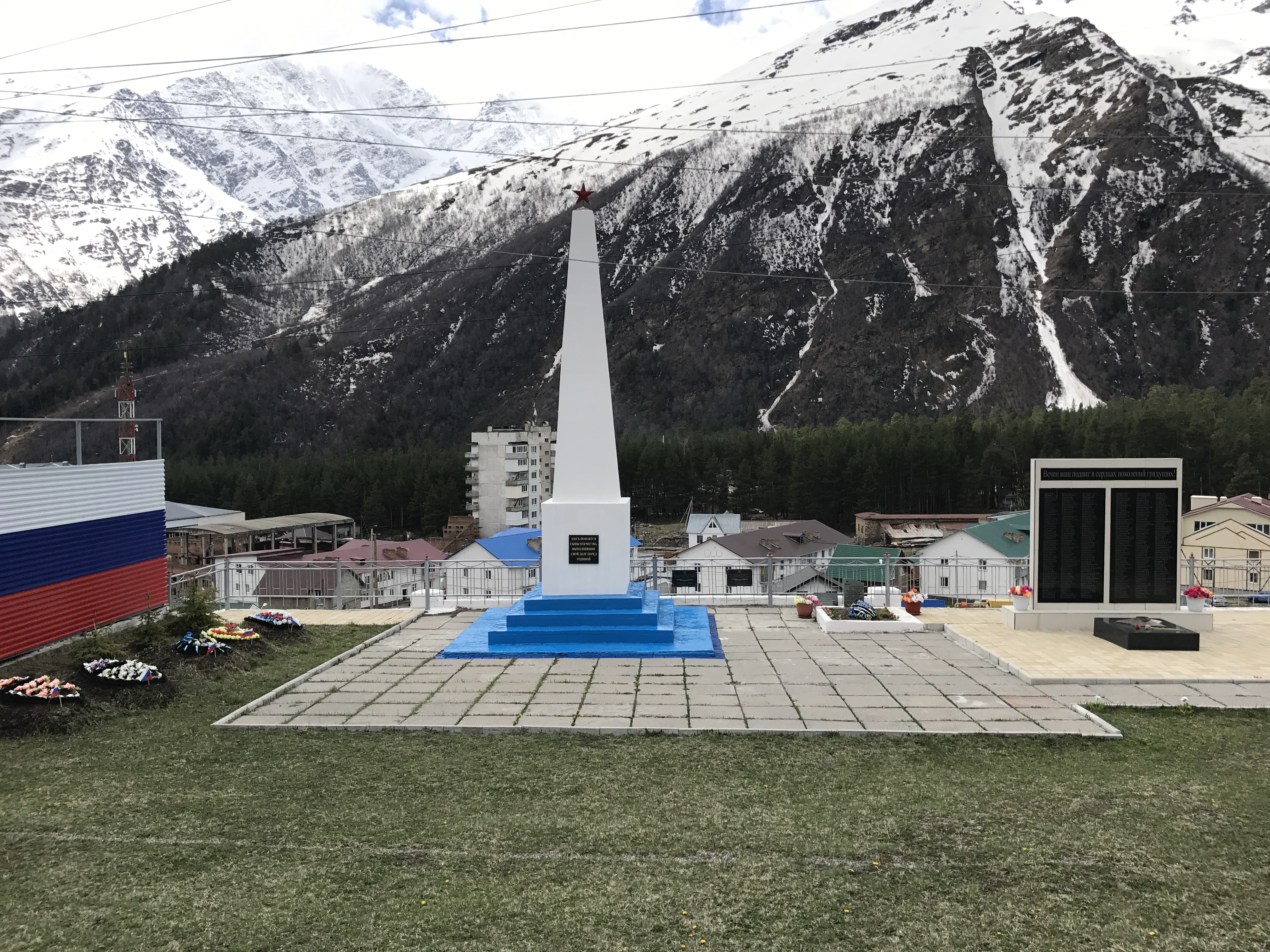

## Галерея

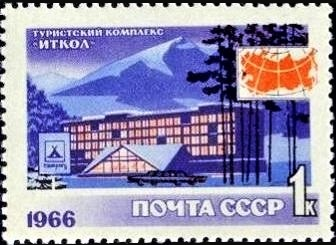
Почтовая марка СССР. 1966. Туризм в СССР. Эльбрус. Туристский комплекс "Иткол".